# Hello Dolly! (Album)
Hello Dolly! ist ein Jazzalbum von Louis Armstrong and His All Stars, zu denen u. a. Joe Darensbourg, Billy Kyle, Big Chief Russell Moore, Arvell Shaw und Trummy Young gehörten. Die Aufnahmen entstanden am 3. Dezember 1963 und am 18. April 1964 in New York City und wurden 1964 bei Kapp Records veröffentlicht. Es wurde das kommerziell erfolgreichste Album Armstrongs.

## Hintergrund des Albums
Ende 1963 war der 62 Jahre alte Louis Armstrong etwas aus dem Rampenlicht des Musikgeschäfts geraten; „der Jazz hatte sich Ende der 1940er-Jahre von der populären Musik abgewandt, und dieser hatte sich von Louis Armstromgs Stil der ’50er-Jahre abgewandt“, schrieb William Ruhlmann in Allmusic. Der Trompeter ging zwar weiterhin auf Tourneen, gastierte 1963 in Ralph Gleasons TV-Sendung Jazz Casual und nahm gelegentlich auf (u. a. mit Dave Brubeck und Duke Ellington), schien jedoch am Zenit seiner Karriere angekommen zu sein. Im Dezember 1963 machte Armstrong auf Betreiben seines Managers Joe Glaser eine Demoaufnahme von Hello, Dolly! für den Verleger des Musical-Songs, um die Show zu promoten. Louis Armstrong und seine Musiker hielten zunächst nicht viel von dem „dahingeworfenen Stück“ und die Plattenfirma nahm noch im Overdub-Verfahren eine Banjo-Begleitung auf, um die Aufnahme etwas aufzupeppen.
Das Musical gleichen Namens hatte am 16. Januar 1964 Premiere und wurde ein großer Erfolg. Das Plattenlabel Kapp Records veröffentlichte noch im selben Monat Armstrongs Demoaufnahme als Single, die in den Vereinigten Staaten ein Nummer-1-Hit wurde und damit die damalige Erfolgsserie der Beatles mit Can’t Buy Me Love beendete. Indessen entstand ein Album mit der Musik des Broadway-Musicals Hello, Dolly! u. a. mit Carol Channing, die den Titelsong vorstellt; dieses Album stand im Juni 1964 eine Woche auf #1 der LP-Charts. Kommerziell noch erfolgreicher wurde indessen Armstrongs LP, die Kapp Records hastig am 18. April fertig aufnehmen ließ. Sie stand sechs Wochen (13. Juni – 24. Juli) auf Position 1 der Alben-Charts und enthielt noch einen weiteren Hit; die Singleauskopplung I Still Get Jealous von Sammy Cahn und Jule Styne, die in ihrer Struktur, Tempo und Dauer ähnlich wie Helly Dolly! war, kam auf #45 der amerikanischen Popcharts. Die anderen Songs, u. a. von Johnny Mercer, Bert Kalmar und Harry Warren, stammten aus populären Broadway-Shows; zusätzlich entstand eine Neuaufnahme von Blueberry Hill,. Den Song hatte Armstrong 1949 mit dem Gordon Jenkins Orchestra aufgenommen; populär wurde er vor allem durch die Coverversion von Fats Domino (1956), die sich an Armstrongs Fassung anlehnte. Armstrong erhielt 1964 den Grammy Award in der Kategorie Song of the Year.

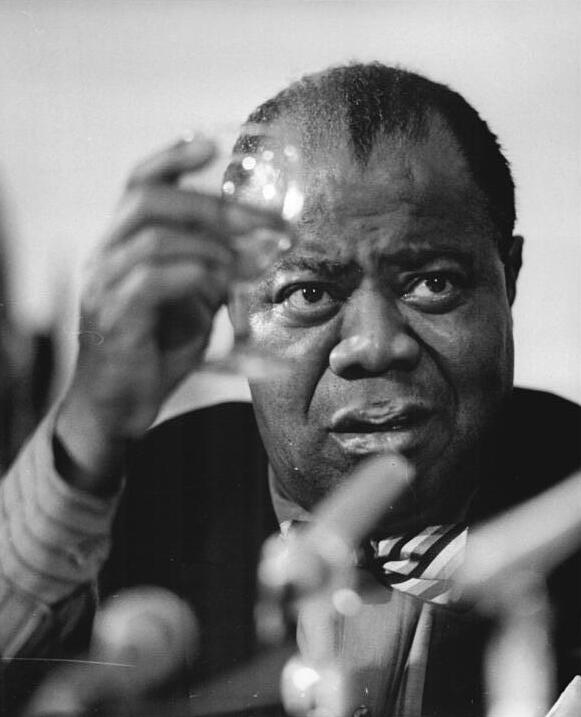
Louis Armstrong auf einer Pressekonferenz in Ost-Berlin, 19. März 1965

Die Veröffentlichung der Single und der Langspielplatte bescherten Armstrong Mitte der 60er-Jahre erneut großen Erfolg, der in den folgenden Jahren in zahlreichen Fernsehshows und einigen Hollywoodfilmen auftrat.

## Titelliste
- Louis Armstrong: Hello, Dolly! (Kapp Records – KS-3364,[7] MCA (Jap) 8146, MCA-Coral (G) COPS1780, 42013, Coral (E) CPS73, Mode (F) MDINT9692, MCA MCA-538 [CD][1])

A1  Hello, Dolly! (Jerry Herman) -2:27

A2  It's Been a Long, Long Time (Sammy Cahn/Jule Styne) -2:22

A3  A Lot of Livin' to Do (Lee Adams/Charles Strouse) -2:36

A4  A Kiss to Build a Dream On (Bert Kalmar, Harry Ruby, Oscar Hammerstein II) -4:31

A5  Someday (Louis Armstrong) -3:41

A6  Hey, Look Me Over (Carolyn Leigh/Cy Coleman) -2:34
B1  I Still Get Jealous (Sammy Cahn/Jule Styne) -2:13

B2  Moon River (Johnny Mercer/Henry Mancini) -2:59

B3  Be My Life's Companion (Bob Hilliard/Milton De Lugg) -2:52

B4  Blueberry Hill (Al Lewis, Larry Stock/Vincent Rose) -3:20

B5  You Are Woman, I Am Man (Bob Merrill/Jule Styne) -2:17

B6  Jeepers Creepers (Johnny Mercer/Harry Warren) -4:39

## Rezeption
Greg Adams verlieh in Allmusic  dem Album 3½ (von 5) Sternen und schrieb,  Hello, Dolly! zeige Armstrong, der über eine der erkennbarsten und persönlichsten Stimmen des 20. Jahrhunderts verfüge, mit dem Besten aus den 1960er-Jahren.
Digby Fairweather nahm das Album in die Armstrong-Auswahldiskographie des Rough Guide Jazz auf und hob hervor, mit der Single Helly Dolly! habe sich der Trompeter 1964 bei einer neuen Fan-Generation etabliert.